# Hybolasius optatus
Hybolasius optatus är en skalbaggsart som beskrevs av Thomas Broun 1893. Hybolasius optatus ingår i släktet Hybolasius och familjen långhorningar. Inga underarter finns listade i Catalogue of Life.